# Мыс Фиолент (заказник)
«Мыс Фиолент» (укр. Мис Фіолент, крымскотат. Felenk burnu, Феленк бурну) — ландшафтный заказник общегосударственного значения, расположенный на Гераклейском полуострове на территории Балаклавского района Севастополя. Площадь — 31,7 га. Землепользователь — Главное управление природных ресурсов и экологии города Севастополя.
Согласно Постановлению правительства Севастополя от 25.05.2015 № 417-ПП Об утверждении Перечня особо охраняемых природных территорий регионального значения, расположенных в городе Севастополе данный объект является государственным заказником регионального значения.

## История
Создан согласно Указу Президента Украины от 20.08.1996 № 715/96, путём реорганизации одноимённого памятника природы местного значения, основанного Решением исполнительного комитета Крымского областного Совета народных депутатов от 30.01.1969 № 19/8-67.

## Описание
Парк расположен на Гераклейском полуострове на юго-западном побережье Крыма и занимает одноимённый мыс, омываемый Чёрным морем. Со стороны акватории к заказнику примыкает гидрологический памятник природы местного значения «Прибрежный аквальный комплекс у мыса Фиолент», площадью 179,4 га.